# 杨兆泰
杨兆泰（1880年—1936年），字阶三，山西新绛人，民国时期政治人物。

## 生平
1902年进入山西大学堂西斋。毕业之后先后担任高等农林学堂教务长、河东道第一学堂监督。
1906年参与创立太原公立中学堂，该校是山西省第一所私立中学。同年杨兆泰加入中国革命同盟会。武昌起义之后，杨兆泰领导晋南学生，积极参与辛亥革命。1915年12月授中大夫。1917年任山西省政务厅长。1919年，担任山西医学传习所第一任校长。
1922年起，任山西省政府财政厅厅长、民政厅厅长，1928年任山西省政府代主席，1929年任国民政府内政部部长。
1930年返回太原居住。1932年2月出任太原绥靖公署高等顾问，后辞职。1936年6月病逝于太原。